# غاريث ديفيز (لاعب كرة قدم مواليد 1983)
غاريث ديفيز (بالإنجليزية: Gareth Davies)‏ هو لاعب كرة قدم بريطاني في مركز ظهير ‏، ولد في 4 فبراير 1983 في تشيسترفيلد في المملكة المتحدة. لعب مع نادي بوسطن يونايتد ونادي تشيسترفيلد ونادي ستاليبريدج سيلتيك ونادي هاليفاكس تاون.

## وصلات خارجية
- غاريث ديفيز على موقع قاعدة بيانات كرة القدم.إي يو (الإنجليزية)
- غاريث ديفيز على موقع Soccerbase.com (لاعب) (الإنجليزية)